# Allobaccha chalybescens
Allobaccha chalybescens är en tvåvingeart som först beskrevs av Charles Howard Curran 1931.  Allobaccha chalybescens ingår i släktet Allobaccha och familjen blomflugor. Inga underarter finns listade i Catalogue of Life.